# Terri Irwin

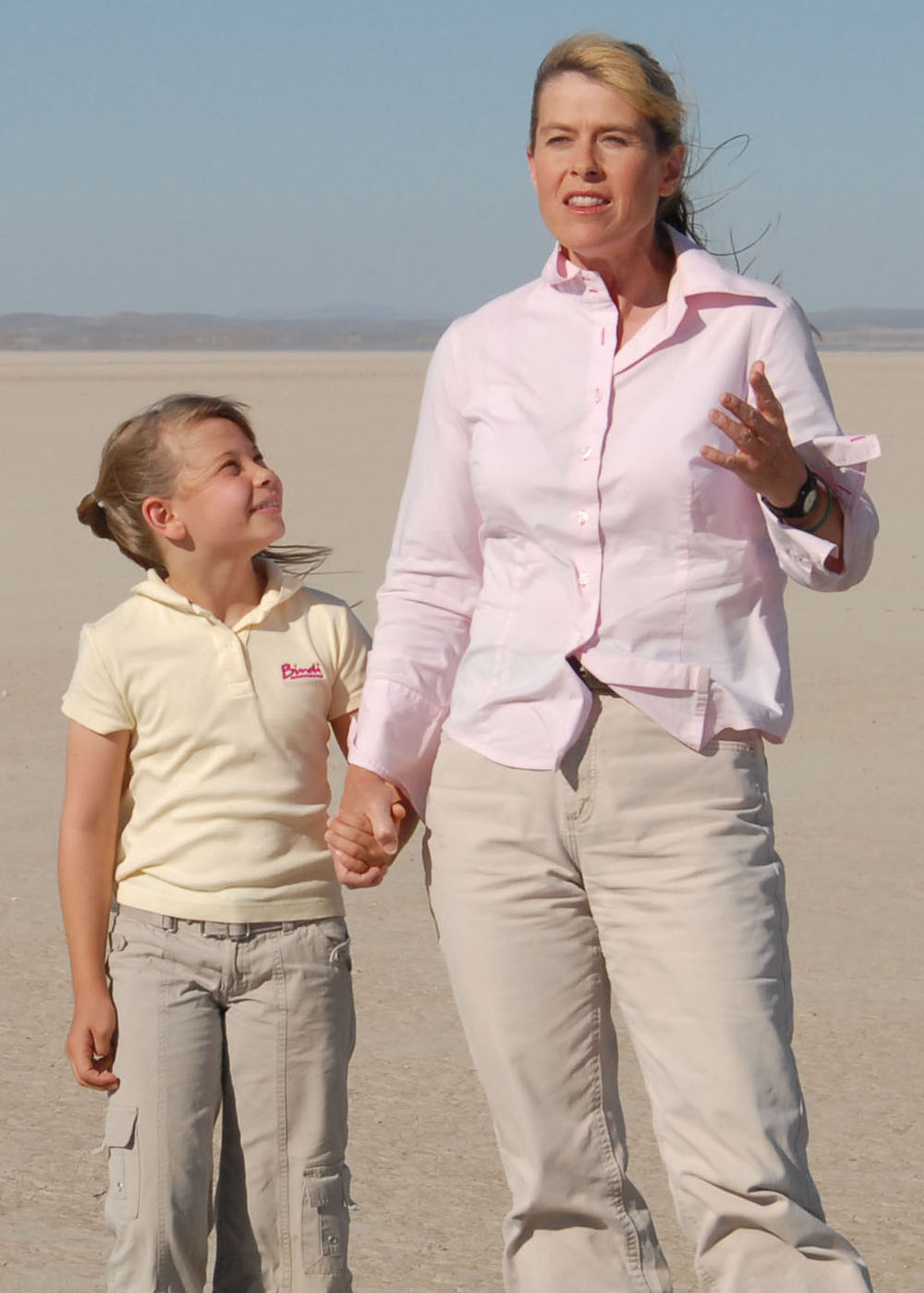
Terri Irwin wraz z córką Bindi (2007)

Terri Raines Irwin (ur. 20 lipca 1964 w Eugene) – australijska (amerykańska z urodzenia) przyrodniczka.
Jest wdową po australijskim przyrodniku Stevie Irwinie. Jest właścicielką Australia Zoo w miejscowości Beerwah w stanie Queensland w Australii. Prowadziła wraz ze swoim mężem program Łowca krokodyli (The Crocodile Hunter), telewizyjny serial przyrodniczy, który potem był kontynuowany w następnych serialach Crocodile Hunter Diaries i The Croc Files. Prowadziła także wraz z córką Bindi oraz mężem Steve'em Irwinem program Świat według Bindi (Bindi, the Jungle Girl).
15 listopada 2009 Terri Irwin przyjęła obywatelstwo australijskie jako wyraz pamięci po swoim zmarłym mężu. Uroczystość odbyła się w Crocoseum podczas obchodów Dnia Steve'a Irwina (Steve Irwin Day).